# Energía nuclear en Chile
La energía nuclear en Chile es una alternativa en discusión a formar parte de la matriz energética en el país sudamericano, planteada desde el año 1964 por el político y doctor en medicina Eduardo Cruz-Coke Lassabe, Actualmente el proyecto aún no ha entrado en vigencia ya que no existe un compromiso fijo por parte del gobierno sobre este tema hasta el año 2011, así como ha sido rechazado por parte de la población chilena, generalmente por temor a los efectos que pueda producir un terremoto en un país altamente sísmico. Sin embargo, desde el año 1983 a la actualidad se encuentra en una etapa experimental y además el Colegio de Ingenieros de Chile en conjunto con la CChEN (Comisión Chilena de la Energía Nuclear) y otras instituciones competentes al tema, se han logrado avances importantes del proyecto.
A la fecha existen dos reactores nucleares en Chile, ambos de tamaño pequeño en funcionamiento: El Centro de Estudios nucleares La Reina (Reactor RECH-1) y el Centro de estudios Nucleares Lo Aguirre (Reactor RECH-2), los cuales están destinados a fines medicinales (radiomedicina) e investigación empleándose para la formación, estudio y/o producción de isótopos radiactivos artificiales. La potencia del RECH-1 es de 5 MW térmicos en tanto que la del RECH-2 es de 10 MW.

## Historia
Chile comenzó el proceso de apropiación tecnológica de la energía nuclear alrededor del año 1955 luego de que se terminara con la Segunda Guerra Mundial en el año 1945. Con esto la energía nuclear de Chile entra a la etapa de acceso la cual es motivada por el Dr Eduardo Cruz-Coke Lassabe quien plantea en el senado la creación de una institución reguladora de asuntos relacionados con energía Nuclear en Chile.
En el proceso Cruz-Coke presentó el proyecto de una central nucleoeléctrica, a cargo de la CChEN y Endesa. Sin embargo su entusiasmo no es suficiente pues es una idea cara y con beneficios solo a largo plazo lo que provoca que el gobierno opte por evadir un proyecto riesgoso, no significando esto que cesarían las investigaciones y evaluaciones al respecto.
Podemos separar la relación de Chile con la energía nuclear en tres periodos:

### Acceso y aprendizaje tecnológico (1955-1964)
En este periodo se aborda el acceso que tiene Chile a las materias nucleares y como comienza a relacionarse con estas y organismos internacionales de regulación y capacitación.
Al conocer las publicaciones nucleares de Estados Unidos en 1955, se envían a científicos y oficiales a adquirir los nuevos conocimientos en el extranjero para comenzar a construir el proyecto en Chile.
Hay que recordar que inicialmente la energía nuclear fue estudiada con fines bélicos, siendo utilizada por primera vez en las bombas nucleares lanzadas a Hiroshima el 6 de agosto de 1945(bomba de Uranio) y Nagasaki el 9 de agosto de 1945 (Bomba de Plutonio) a finales de la Segunda Guerra Mundial. Para prevenir que un acto de destrucción tan masivo volviera a ocurrir apareció la CIEN (Comisión Interamericana de Energía Nuclear) la cual promueve el uso pacífico de la energía nuclear, asociación a la cual Chile ingresa en 1959, el mismo año en que también firma el Tratado Antártico. (véase artículo 5 del enlace al tratado antártico) que entre varias restricciones, prohibía las explosiones nucleares y eliminación de residuos en el territorio.
En la década del 60 Chile empieza a explorar el mundo de la Energía nuclear, comenzando en 1960 cuando se integra a la OIEA (Organismo Internacional de Energía Atómica), en la cual es elegido estado representante de Latinoamérica en la OIEA tras firmar el tratado de prohibición parcial de ensayos en la atmósfera en 1963.
El 16 de abril del año 1964 se crea la CNEN (Comisión Nacional de Energía Nuclear)  de la cual Cruz-Coke es el primer presidente, siendo este el primer ladrillo sólido en la construcción del proyecto.

### Integración tecnológica y regulación (1964-1974)
En esta etapa se caracteriza la creación de un organismo a cargo del proyecto, así como se comienza a iniciar la etapa de integración, con la creación de dos centrales nucleares con fines de investigación.
En 1965 se crea la CChEN como un organismo autónomo que remplazará a la CNEN, que en 1965 propone el proyecto de ley para la Comisión de Energía Nuclear que comenzó a regir desde el 23 de octubre de 1965.
En julio del año 1967 La dirección de la CChEN dispone estudiar la construcción de la primera infraestructura nuclear en Chile: El CEN La Reina (Centro de estudios Nucleares La Reina), del cual se termina la construcción del primer edificio en el año 1970.
En 1970 la CChEN crea el IMN (Instituto de Medicina Nuclear) y en 1971 el Ejército de Chile crea un comité que administrará el futuro CENE (Centro de Estudios Nucleares del Ejército). Posterior al acuerdo de uso de energía Nuclear para fines pacíficos entre España y Chile firmado el año 1972, se establece que la Junta de Energía Nuclear de España y el futuro CENE representarían el acuerdo firmado, comenzando así la construcción de un Reactor nuclear  RECH-2 en Chile. Luego en 1976 el Decreto Ley 1.507 le adjudica las operaciones del CENE el cual pasa a llamarse CEN lo Aguirre (Centro de Estudios Nucleares Lo Aguirre) a la CChEN, quedando así todas las actividades nucleares del país a cargo de una sola institución.

### Transformación a la espera de evolución tecnológica (1983-actualidad)
En este periodo continúa la investigación en además de que inicia la etapa de transformación, con la realización de estudios para evolucionar del uso de la energía nuclear solo para fines de investigación a la construcción de reactores Nucleares para producción de energía eléctrica, calefacción, desalinización de aguas, entre otras de las muchas aplicaciones que tiene.
Ya en el año 1983 la CChEN tenía la capacidad de realizar análisis de uranio por distintos métodos existentes a la época.
Se promulgó la ley de seguridad nuclear el 2 de mayo de 1984, con la cual la CChEN adquiere la función de controlar instalaciones radioactivas de primera categoría.
En 1989 la CChEN firmó con la Corporación Nuclear China el “protocolo para la cooperación de los usos pacíficos de la energía nuclear” y cinco años más tarde en 1994 Chile se suscribe a la convención sobre Seguridad Nuclear en Viena.
En el año 1995 Chile firma el NPT   (Nuclear Non-Proliferation Treaty, en inglés).
En enero del Año 2007 la ONG Ambientalista Greenpeace publica el reporte Revolución Energética, en el que se desarrolla el tema de la energía nuclear en el que se explican las desventajas de ésta, siendo este uno de los motivantes del receso en el desarrollo del proyecto.
A pesar de ello, en el año 2011 el CADE (Consejo Asesor para el Desarrollo Eléctrico)  en conjunto con el colegio de Ingenieros de Chile elaboran un informe donde planifican la matriz energética del país para el periodo 2010-2030, en el cual se menciona en el último capítulo la realización de estudios para la licitación de 4 plantas de producción de electricidad mediante energía nuclear, así como los procesos para llevarla a cabo. Estas plantas no superarían los 1.110 [MW], con lo que producirían alrededor de 9000 [GWh] de energía eléctrica al año. Con esto la energía Nuclear representaría alrededor del 26% de la matriz energética Chilena.
Por otro lado el Ministerio de Energía consideraba en el año 2009 la opción de implementar la construcción de 5 reactores nucleares pequeños entre los 150 y 300 MW funcionando con baterías modulares. Estos 5 estarían conectados en serie formando en conjunto una central nuclear que produciría varios GW de electricidad sin ser tan masivos.
A la fecha se siguen realizando investigaciones de terreno, viabilidad, costo económico entre otras, a la espera de la respuesta del Gobierno.

## CChEN (Comisión Chilena de Energía Nuclear)
La CChEN fue creada en 1965 como un organismo de administración autónoma del Estado, creada por Ley N° 16.319, y modificada en 2010, para atender los problemas relacionados con la producción, adquisición, transferencia, transporte y uso pacífico de la energía atómica y de los materiales fértiles, fisionables y radiactivos.
Su infraestructura comprende 3 edificios: El Centro de Estudios Nucleares La Reina (CEN La Reina), el Centro de Estudios Nucleares Lo Aguirre (CEN Lo Aguirre), y la Sede Central.
Entre las investigaciones realizadas por la CChEN podemos destacar que 1966 en conjunto con la Universidad de Chile, la Universidad Técnica Federico Santa María, la Fuerza Aérea de Chile y el Servicio Nacional de Salud determinó un programa nacional para medir la radiación ambiental en el País.

### Sede central
La CChEN adquirió su Sede Central en 1982, inaugurado el 16 de julio del mismo año, ubicado en Amunátegui 95, el cual fue remodelado para cumplir sus objetivos.
Cumple la función de inmueble administrativo en el que se encuentran las principales oficinas asesoras y administrativas de la CChEN,
En la Sede Central se encuentran los siguientes organismos de la CChEN:
- Presidencia y Consejo Directivo
- Dirección Ejecutiva
- Personas
- Jurídica
- Planificación y Control de Gestión
- Administración y Finanzas
- Cooperación Técnica y Relaciones Internacionales
- Difusión y Extensión

### Centro de Estudios Nucleares La Reina (CEN La Reina)

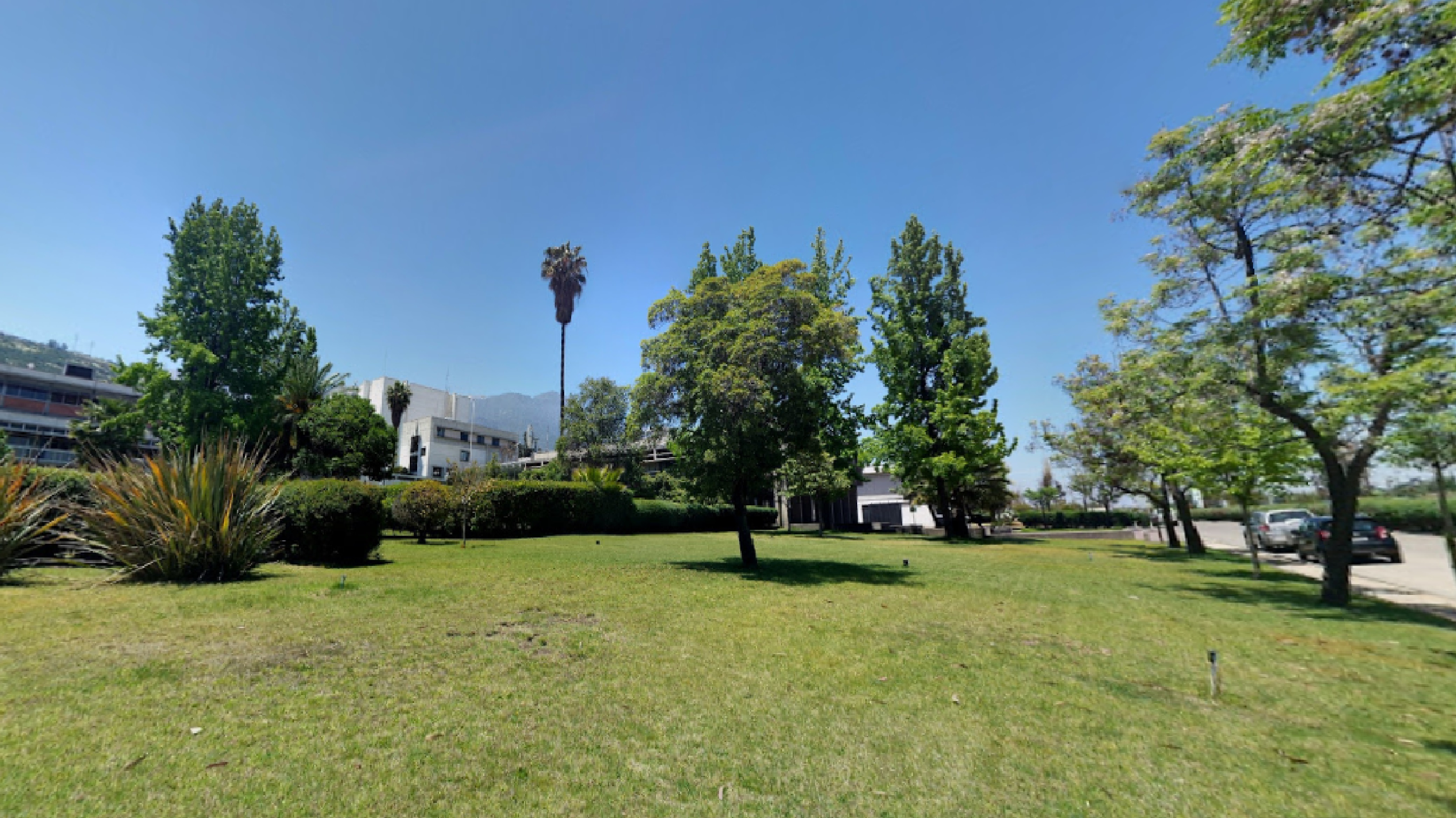
Centro de Estudios Nucleares la Reina. Ubicado en Avda. Nueva Bilbao N.º 12.501, Santiago, Chile.

El CEN La Reina fue el primer reactor nuclear en Chile.
En julio del años 1967 la CChEN entabló iniciar los estudios nucleares en Chile, para esto necesitaban ubicar dicho centro.
El 10 de junio del siguiente año las municipalidades de Las Condes, La Reina y Providencia donan 30 hectáreas ubicadas en Avenida Bilbao N.º 12.501, en la Comuna de Las Condes.
En el año 1970 se termina la construcción del primer edificio del CEN La Reina, donde se ubica el reactor RECH-1, el primero de Chile, y donde se realizan actividades de investigación y producción de isótopos radioactivos.
En el recinto se ubican el CEN, y los siguientes organismos del CChEN:
- Seguridad Nuclear y Radiológica
- Protección Radiológica y Ambiental.
- Aplicaciones Nucleares.
- Producción y Servicios
- Plasmas Termonucleares
- Ingeniería y Sistemas

### Centro de Estudios Nucleares Lo Aguirre (CEN Lo Aguirre)

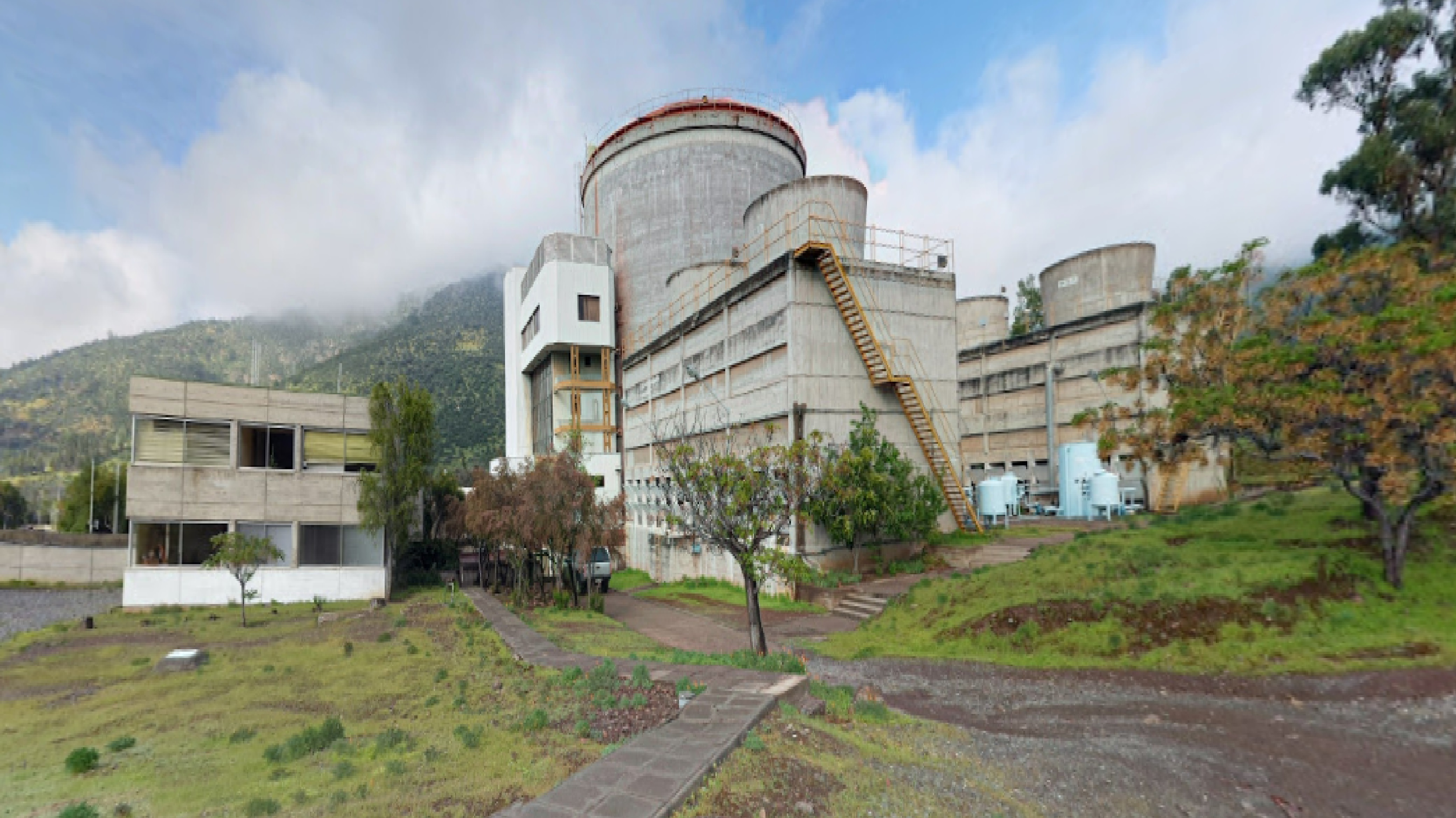
CEN Lo Aguirre. Ubicado en el Kilómetro 22 de la Ruta 68 Santiago-Valparaíso.

El inicio del CEN Lo Aguirre comenzó en julio de 1971 cuando el Ejército de Chile formó un comité para organizar un Centro de Estudios Nucleares del Ejército.
En enero del siguiente año el Gobierno de Chile y España firman el “Acuerdo complementario sobre energía atómica para fines pacíficos”, donde los que ejecutarían el acuerdo serían el futuro CENE y la Junta de Energía Nuclear de España.
En febrero de 1976 el acuerdo sufre una modificación, traspasando la responsabilidad por parte de Chile de la CENE a la CChEN, la cual en junio del mismo año adquiere todos los recursos del CENE mediante el decreto de Ley 1.507, quedando así todas las actividades Nucleares en Chile a cargo de un solo organismo.
El 24 de octubre del año 1977 se inaugura el CEN Lo Aguirre dando inicio a las operaciones de investigación del Reactor RECH-2, el segundo de Chile.
Actualmente el reactor del centro se encuentra inactivo luego de que en febrero del 2010 fuese retirado todo el combustible del núcleo, el cual fue enviado a Estados Unidos. Hoy en día solo contiene agua desmineralizada, no radioactiva y en una piscina sellada.
Los organismos de la CChEN presentes en el recinto son:
- Departamento de Materiales Nucleares
- Departamento de Producción y Servicios (Planta de irradiación Multipropósito)
- Departamento de Seguridad Nuclear y Radiológica (Planta de Gestión de Desechos Nucleares).

## Ventajas y desventajas de un Chile Atómico

### Ventajas
En el Informe con las propuestas para mejorar la matriz energética de Chile, realizado por el CADE en conjunto con el Colegio de Ingenieros de Chile en el año 2011 se propone en el último capítulo la consideración de un proyecto de 4 Centrales Nucleares de 1.100 MW en el territorio Chileno, las cuales producirán unos 9.000 GW de energía al año, llegando a representar aproximadamente el 26% de la matriz energética Nacional.
En el informe señalan los beneficios de considerar un PNP (Programa Nuclear de Potencia) :
- Seguro para las personas y el medio Ambiente
- Económicamente Interesante (mejoraría la seguridad de suministro y ayudaría a la estabilidad de costos)
- De bajo impacto ambiental local y global (ayudaría a moderar el alza observada de nuestra huella de CO2)
- Un aporte significativo y económicamente competitivo a partir de mediados de la década de 2020

En el mismo informe se enuncia que para hacer esto posible también será necesario: potenciar a la CChEN, crear un órgano regulador libre de intereses industriales y políticos, realizar los estudios pertinentes, la especialización de profesionales en el tema, así como informar a la población sobre las ventajas y desventajas de manera transparente de tal manera que se disipen las opiniones en contra producidas por la ignorancia en la materia nuclear, entre otras metas a cumplir.
Una ventaja clave es en comparación a la producción de energía mediante combustibles fósiles, pues la Energía Nuclear produce electricidad aproximadamente el 90% del tiempo de operación, sus niveles de contaminación son casi nulos, y produce mucha más energía en relación con el combustible que utiliza.
Otra ventaja son las amplias aplicaciones que tiene esta tecnología mediante el uso de diferentes isótopos como lo son mejoras en el mantenimiento, desgaste y corrosión de materiales, tratamientos médicos, esterilización de herramientas, optimización de fertilizantes y agua, conservación de alimentos, fijación de minerales, entre muchas otras más.

### Desventajas
En el funcionamiento de las centrales nucleares de fisión nuclear se produce plutonio como desecho, al fisionar el Uranio el cual se ha acumulado en toneladas en todo el mundo, siendo necesarios solo 5 kg re-procesados de Pu-239 para fabricar una bomba nuclear, lo que vuelve las centrales nucleares un “apetitoso” objetivo de organizaciones terroristas.
Otra desventaja es la extracción del Uranio, pues naturalmente contiene aproximadamente solo un 0,7%de U-235 fisionable y para un reactor nuclear se necesita que por lo menos la concentración llegue a un 3 o 5% lo que tiene como consecuencia que aproximadamente un 80% del material total termina como impurezas. Hay que considerar que en el mundo existen solo 16 plantas que llevan a cabo el proceso de enriquecimiento de Uranio. Sin embargo es importante destacar que la OIEA promueve la compra vía leasing a los países productores, sistema en el cual se compra el Uranio combustible, y luego el país vendedor recibe los desechos para procesarlos y reutilizarlos con fines no bélicos.
Otra desventaja clara es la posibilidad de un accidente nuclear. Hay que recalcar sí que el riesgo es mayoritariamente por error humano, ya que con los avances tecnológicos los sistemas de control así como la infraestructura tienen un margen de error casi despreciable. Sin embargo, eventos como el Accidente Nuclear de Fukushima I, durante el Terremoto y Tsunami de Japón de 2011, muestran esa posibilidad de desastre es real.